# Baxter International
Pour les articles homonymes, voir Baxter.
Baxter International est une entreprise pharmaceutique américaine basée à Deerfield, Illinois. Celle-ci fut créée en 1931.

## Histoire
En 2012, l'entreprise déclare employer plus de 48 000 personnes dans le monde.
En décembre 2012, Baxter déclare racheter l'entreprise suédoise Gambro, spécialisée dans les traitements rénaux, pour 4 milliards de $.
En mars 2014, Baxter annonce la scission de ses activités de biotechnologies, activités ayant un chiffre d'affaires total de 6 milliards de dollars.
En juillet 2014, Pfizer acquiert 2 vaccins (NeisVac-C et FSME-IMMUN) à Baxter pour 635 millions de dollars.
En mai 2015, Baxter acquiert au travers de sa filiale Baxalta, deux traitements de la leucémie appartenant à l'entreprise italienne Sigma-Tau Finanziaria pour 900 millions de dollars. En juillet 2015, Baxter scinde ses activités biopharmaceutiques, regroupée dans Baxalta, spécialisée notamment dans l'hémophilie, ancienne filiale qui est introduite en bourse.
En décembre 2019, Sanofi annonce la vente de ses activités dans le matériel médical Seprafilm à Baxter International.
En août 2021, Baxter annonce l'acquisition de Hill-Rom, une entreprise spécialisée dans les lits médicaux, pour 10,5 milliards de dollars.

## Polémiques

### Contamination H5N1 en 2009
Au début de 2009, des stocks de vaccins Baxter ont été contaminés par la grippe aviaire (H5N1). Des souches mortelles de H5N1 ont été mélangées avec des souches d'un sous-type de H3N2. Ils ont été envoyés à un certain nombre de laboratoires européens,.  Ce mélange a été détecté par un laboratoire tchèque après avoir tué des animaux. Baxter a reconnu un problème de distribution et a affirmé qu'il n'y avait pas de chance que les vaccins incriminés puissent poser des problèmes à des humains.